# Neil Vant
Pour les articles homonymes, voir Vant.
Thomas Neil Vant (né le 11 juillet 1944) est un homme politique canadien de la Colombie-Britannique. Il est député provincial créditiste de la circonscription britanno-colombienne de Cariboo de 1986 à 1991.
Il est ministre dans le gouvernement de Bill Vander Zalm, occupant la fonction de ministre des Transports et des Autoroutes de 1988 à 1989.

## Biographie
Né à Nelson en Colombie-Britannique, Vant étudie à Quesnel, à l'Institut de technologie de la Colombie-Britannique, à l'université de la Colombie-Britannique et à la Vancouver School of Theology (en).